# Typ 99 (tank)
Typ 99 (známý také podle označení ZTZ-99 a WZ-123) je postaven na základě vylepšení Typu 98G, patří do třetí generace bitevních tanků postavených armádou Čínské lidové republiky. Oproti starším typům tanků jako je Typ 59, Typ 69/79 a Typ 88 se navýšila palebná síla, mobilita a opancéřování.
Přestože se neočekává výroba ve velkém počtu kvůli jeho ceně v porovnání s ekonomičtějším typem 96, je nejpokročilejším bitevním tankem vyvinutým Čínou. Finanční náročnost typu ZTZ-99, jenž je oproti typu ZTZ-96 minimálně třikrát dražší, vedla k rozhodnutí vyzbrojit jimi pouze vybrané útvary čínské lidové armády, která disponuje asi 600 tanky tohoto typu (stav k roku 2014).pancíř není z Al2O3

## Vývoj
Představení tanku proběhlo v říjnu 1999 během národní přehlídky. Poté byl zařazen do služby pro provozní zkoušky, na jejichž základě měl být vývoj tanku dokončen.
Tato výrobní verze byla pojmenována Typ 98, název pozdější verze zněl Typ 98G. Konečná vývojová verze byla pojmenována Typ 99 a představena v roce 2001.
Oficiální označení výrobce je pravděpodobně ZTZ-99. Tank je též znám pod pracovním označením WZ-123 MBT. Cena za jeden kus je více než 16 milionů jüanů (v roce 2006 1,6 mil. EUR nebo 2 miliony USD).
Nejenom kvůli jeho vysoké ceně nebude tank zaveden do služby ve vysokém počtu, tak jako dřívější modely (např. Typ 59).

## Typ 98
Po nákupu 100 tanků T-80 z Ruska v srpnu 2007 bylo rozhodnuto včlenit některé jeho rysy do další generace čínských bojových tanků (MBT), protože tehdejší generace čínských tanků byla oproti němu již technicky zastaralá. Výsledkem byl nový tank s podvozkem podobajícím se podvozku tanků T-72 nebo T-80.

### Typ 98

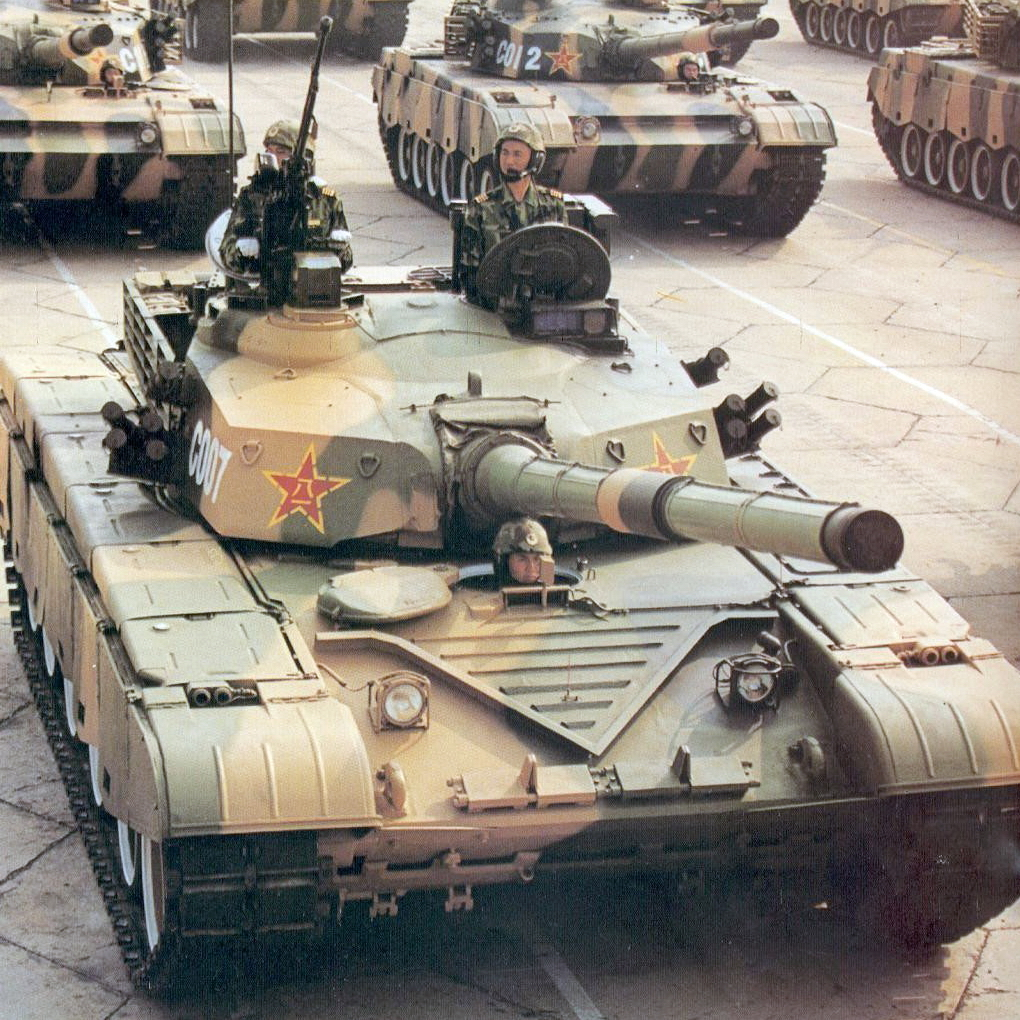
Typ 98

Tento model je jedinečný mezi čínskými návrhy, jelikož má 4 členy posádky, a to kvůli absenci automatického nabíjení. Důvodem bylo, že Čína vyvinula vlastní munici v západním stylu, kdy střela a nábojka tvoří jeden celek, místo dvou oddělených částí. To mělo za následek, že Rusy vyrobené automatické nabíjecí zařízení nemohlo být použito. Proto je u tohoto typu tanku nabíjení ruční, místo automatického jako u Typu 90.

### Typ 98G
Hlavní změnou je vytvoření nového systému automatického nabíjení vhodného pro čínskou munici, takže posádka mohla být zmenšena na tři muže. Pohonná jednotka s převodovkou je domácí 150HB, což je vznětový (dieselový) motor o výkonu 1 200 k (883 kW).

## Typ 99
Poslední typ byl postaven na základě Typu 98G, a to vylepšením pohonu. Byl do něho vložen vodou chlazený dieselový motor o výkonu 1 500 k.

### Design

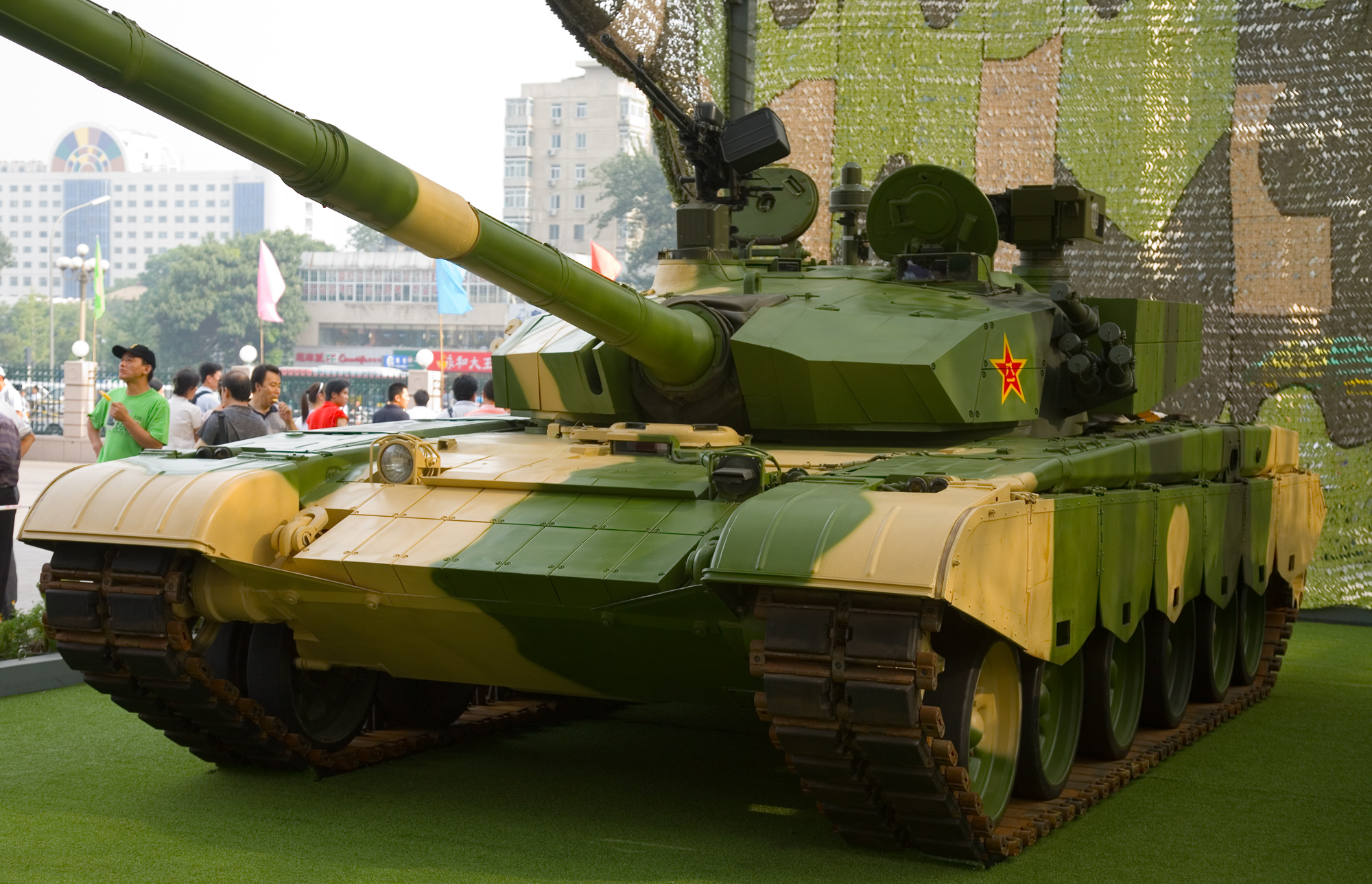
Type 99

Vzhled byl ovlivněn ruským T-72 a německým Leopardem 2. To přináší novinky do ČLA (Čínská Lidová Armáda), jako je např. svažování pancéřování věže pro větší ochranu. Prostor řidiče je vpředu, bojový prostor přímo za ním a pohon v zadní části; je to kombinace vlastností ruských a západních tanků.
Pro možnost většího množství munice je věž tanku oproti Typu 90 větší, což mělo za následek vznik mezery mezi věží a podvozkem. To může být velkou nevýhodou během bitvy (stejně jako např. převis na německém Leopardu 2 a izraelské Merkavě). Odkrytím upevnění věže se zvyšuje pravděpodobnost kritického zásahu zepředu.
Výsledný efekt však nebude srovnatelný se situací během druhé světové války, jelikož moderní kineticko-energetické protipancéřové podkaliberní střely (APFSDS) se chovají jinak než tradiční průbojné střely plné ráže. Vlastností Leopardu 2A5 a 2A6 je také klín na přední straně věže, který je úmyslně konstruován takovýmto způsobem proto, aby při zásahu střelu APFSDS odklonil.
Toto místo je zásahem extrémně ohroženo, potřebný klín tudíž zabrání průniku do věže. Tento projektil stálé odevzdá kinetickou energii do věže, ale ne způsobem, který by mohl způsobit průnik přes pancíř.
V nástavbách Typu 99 také postrádáme rysy, často použité na západních MBT, které minimalizují škody od víceúčelových střel na chemicko-energetické bázi (HEAT). Příkladem může být pancíř přepážky oddělující prostor posádky od paliva a munice. Vrchní deska konstruována na odvod tlaku pro případ výbuchu také chybí. Toto může vést k zmenšení funkčnosti v boji, jak se ukázalo v roce 1991 při válce v Zálivu.
Tank má též aktivní laserovou obranu. Konstruktéři říkají, že je tank schopen zjistit jeho zaměření pomocí laseru a poté pak přesné umístění tohoto útočníka, zatímco výkonný laser může poškodit nebo zničit nepřátelskou optiku. Laser může být též použit pro bezpečné komunikační zařízení.
Hlavním konstruktérem Typu 99 je Ču Jušeng (祝榆生), rodák z Čchung-čchingu, který ztratil pravou ruku při nehodě během zkoušek minometné munice v lednu 1948. Když v polovině 80. let práce na projektu začaly, byl Ču Jušeng už v důchodu, ale vzhledem k nedostatku zkušených konstruktérů se vrátil. Zástupcem hlavního konstruktéra byl Wang Čerung (王哲荣). Za svou práci dostali po roce 2000 ocenění od Čínské zbrojní skupiny (Chinese Arms Industrial Group Co.).

### Výzbroj
Hlavní výzbrojí je 125mm dělo s hladkým vývrtem (tzv. smoothbore) s automatickým nabíjením. Navzdory původním zprávám, že půjde o licencovanou ruskou zbraň 2A46, jde nakonec o dělo odvozené z čínského 120mm děla s hladkým vývrtem. Automatické nabíjení je nicméně vyvinuto z ruského automatického podavače z T-80 pro použití čínské munice.
Střelivo použitelné v tomto tanku zahrnuje podkaliberní průbojné střely s šípovou stabilizací (APFSDS), kumulativní protipancéřové střely (HEAT) a tříštivotrhavé střely (HE-FRAG). Čína má údajně také původně ruské AT-11 vlastní výroby, což jsou laserem naváděné protitankové řízené střely (PTŘS), které mohou být odpalovány z 125mm děla. Číňané také zkušebně vyrobili protipancéřová podkaliberní střelu obsahující průbojné jádro z ochuzeného uranu (tzv. DU jádro), použitelnou v Typu 99.

### Pancéřování

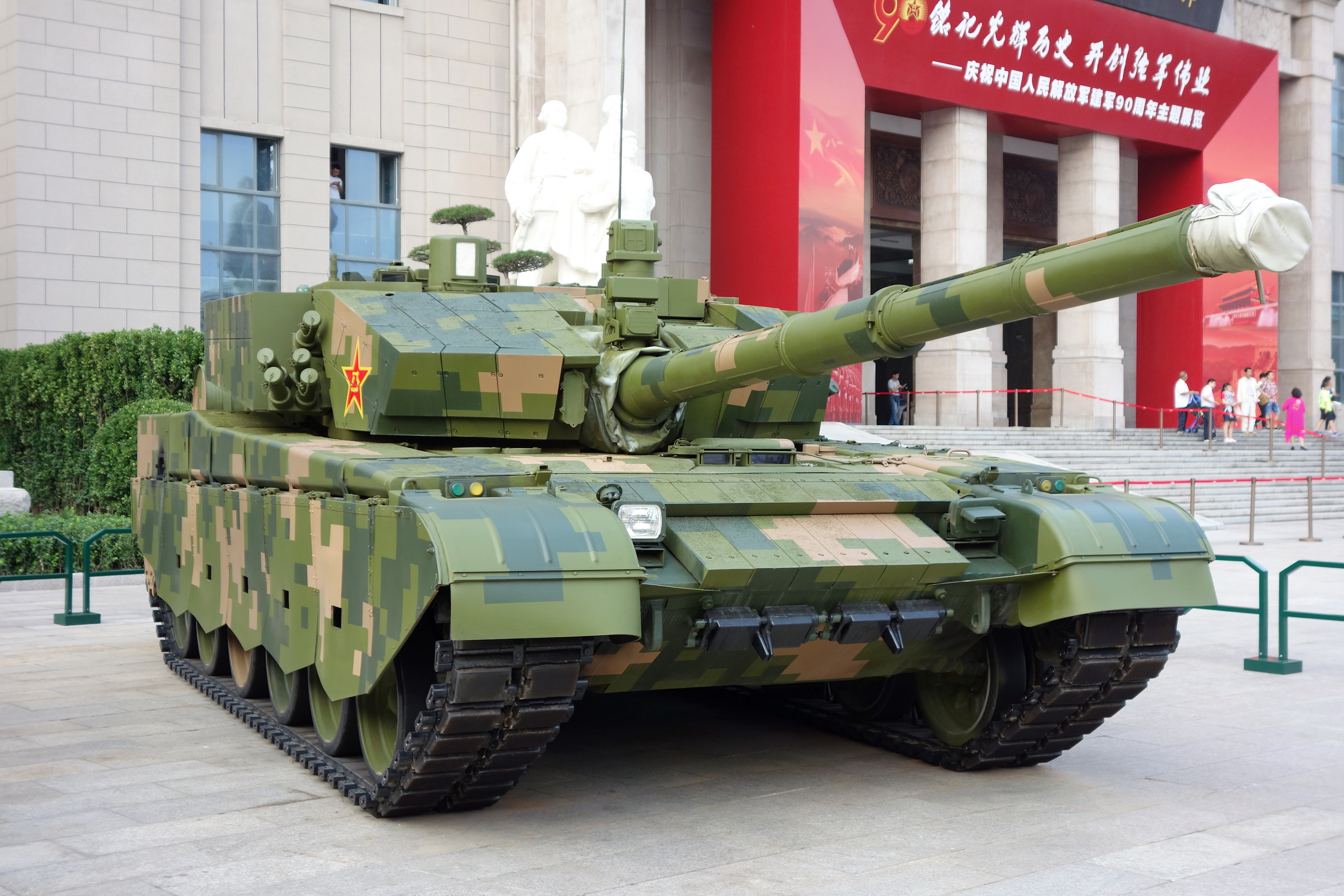
ZTZ-99A

Současné kompozitní pancéřování Typu 99/ZTZ-99 je neznámé.
Existují také rozdíly mezi pancéřováním ukázaném na nynějším Typu 99 a jednom, který byl viděn v roce 2004. Další zajímavostí je nápadná podoba čelního pancíře Typu 99 a pancéřování věže pákistánského tanku Al-Khalid, které se skládá s několika pancířů složených z ERA (reaktivní pancíř Blazer). Je to ale pouze spekulace.
Jiná teorie říká že pancíř není ERA, ale kompozitní vrstvy v jednom tvaru. Soudí se, že takové bloky jsou příliš velké, aby mohly být použitelné podobně jako ERA, potom by jeden výbuch vedl vytvoření jedné velké nechráněné plochy. Dalším faktorem je, že armády východního bloku měly dva druhy přídavných pancířů. Docházelo tak k používání ERA bloků ve válečném stavu a kompositních v době míru, protože údržba ERA bloků během provozních podmínek je drahá a nebezpečná.

### Pohon
Typ 99 je poháněn vodou chlazeným dieselovým motorem s turbodmychadlem o výkonu 1500 hp, odvozeným od německého MB871ka501. Bojová hmotnost tanku činí 54 t, poměru výkonu a hmotnosti je tedy 27,78. Nejvyšší rychlost je 80 km/h a 60 km/h při průjezdu terénem. Zrychlení z 0 na 32 km/h je za 12 sekund. Převodovka má 7 stupňů pro jízdu dopředu a jeden vzad.